# Prunus napaulensis
Prunus napaulensis — вид квіткових рослин із підродини мигдалевих (Amygdaloideae).

## Біоморфологічна характеристика
Це листопадне дерево, яке може виростати до 27 метрів у висоту.

## Поширення, екологія
Ареал: південний і східний Китай, північна Індія, Непал, Бутан, північна М'янма. Населяє широколистяні вічнозелені чи листопадні змішані ліси та відкриті місця біля струмків; на висоті від 1200 до 3000 метрів.

## Використання
Дерево збирають із дикої природи для місцевого використання як їжу та джерело матеріалів. Його культивують, принаймні на північному сході Індії, заради його їстівних плодів. Плоди вживають сирими чи приготовленими. З листя можна отримати зелений барвник. З плодів можна отримати барвник від темно-сірого до зеленого. Серцевина деревини червонувато-коричнева; заболонь біла. Деревина помірної твердості, рівна і дрібнозерниста, добре полірується. Також деревина використовується для палива.